# Copa Nacional Aficionada
La Copa Nacional Aficionada, también conocida como USASA Amateur Cup, es un torneo de copa abierto de fútbol aficionado para todos los equipos afiliados a la US Soccer.

## Historia
La US Soccer creó la copa en 1923 como respuesta a la creciente cantidad de equipos participantes en la National Challenge Cup. La edición inaugural de 1923 fue cancelada en la ronda de semifinales por problemas climáticos.
Posteriormente el organizador del torneo es la United States Adult Soccer Association (USASA) y a partir de la edición de 2019 el campeón de la copa logra la clasificación a la US Open Cup.

## Ediciones anteriores
| Año  | Campeón                                          | Finalista                                       |
| ---- | ------------------------------------------------ | ----------------------------------------------- |
| 1923 | Cancelada                                        | Cancelada                                       |
| 1924 | Fleisher Yarn                                    | Chicago Swedish-Americans                       |
| 1925 | Toledo S.C.                                      | Weekawken McLeod Council                        |
| 1926 | New Bedford Defenders                            | Pittsburgh Heidelberg SC                        |
| 1927 | Pittsburgh Heidelberg SC                         | New Bedford La Flamme Cobblers                  |
| 1928 | Swedish Americans Fall River Powers Hudson Essex |                                                 |
| 1929 | Pittsburgh Heidelberg SC                         | Newark First German SC                          |
| 1930 | Fall River Rafferty                              | Pittsburgh Gallatin SC                          |
| 1931 | Akron Goodyear                                   | New Bedford Black Cats                          |
| 1932 | Cleveland Shamrocks                              | New Bedford Santo Cristo                        |
| 1933 | Philadelphia German-Americans                    | Pittsburgh McKnight Beverage                    |
| 1934 | Philadelphia German-Americans                    | Pittsburgh Heidelberg SC                        |
| 1935 | W. W. Riehl SC                                   | Fall River All-Americans                        |
| 1936 | Brooklyn DSC Germans                             | Pittsburgh Castle Shannon                       |
| 1937 | Trenton Highlander                               | Pittsburgh Castle Shannon                       |
| 1938 | Fall River Ponta Delgada                         | Pittsburgh Heidelberg SC                        |
| 1939 | Fall River St. Michael's                         | Pittsburgh Gallatin S.C.                        |
| 1940 | Morgan Strasser                                  | Fall River Firestone                            |
| 1941 | Fall River S.C.                                  | Detroit Chrysler S.C.                           |
| 1942 | Fall River S.C.                                  | Morgan Strasser                                 |
| 1943 | Morgan Strasser                                  | Baltimore Santa Maria S.C.                      |
| 1944 | S.C. Eintracht                                   | Morgan Strasser                                 |
| 1945 | S.C. Eintracht                                   | Raferty's                                       |
| 1946 | Fall River Ponta Delgada                         | Pittsburgh Castle Shannon                       |
| 1947 | Fall River Ponta Delgada                         | St. Louis Carondelets                           |
| 1948 | Fall River Ponta Delgada                         | Pittsburgh Curry Vets                           |
| 1949 | Elizabeth S.C.                                   | Zenthoefer Furs                                 |
| 1950 | Fall River Ponta Delgada                         | Pittsburgh Harmarville                          |
| 1951 | German-Hungarian S.C.                            | Pittsburgh Harmarville                          |
| 1952 | St. Louis Raiders                                | Ludlow Lusitano                                 |
| 1953 | Fall River Ponta Delgada                         | Chicago Slovaks                                 |
| 1954 | Pittsburgh Beadling                              | St. Louis Simpkins-Ford                         |
| 1955 | Pittsburgh Heidelberg Tornados                   | A.A.C. Eagles                                   |
| 1956 | St. Louis Kutis S.C.                             | Philadelphia Ukrainians                         |
| 1957 | St. Louis Kutis S.C.                             | Rochester Ukrainian                             |
| 1958 | St. Louis Kutis S.C.                             | Pittsburgh Beadling                             |
| 1959 | St. Louis Kutis S.C.                             | Detroit St. Andrew Scots                        |
| 1960 | St. Louis Kutis S.C.                             | Patchogue S.C.                                  |
| 1961 | St. Louis Kutis S.C.                             | Italian-American Stars A.C.                     |
| 1962 | Detroit Carpathia                                | New Brunswick American Hungarian                |
| 1963 | Rochester Italian-American                       | St. Louis St. Ambrose                           |
| 1964 | Chicago Schwaben                                 | Philadelphia United German-Hungarians           |
| 1965 | Philadelphia United German-Hungarians            | St. Louis St. Ambrose                           |
| 1966 | Chicago Kickers                                  | Rochester Italian Americans                     |
| 1967 | Italian-American Stars A.C.                      | St. Louis Kutis S.C.                            |
| 1968 | Chicago Kickers                                  | Detroit Carpathia Kickers                       |
| 1969 | Washington British Lions                         | St. Louis Kutis S.C.                            |
| 1970 | Chicago Kickers                                  | Philadelphia United German-Hungarians           |
| 1971 | St. Louis Kutis S.C.                             | Cleveland Inter-Italians                        |
| 1972 | St. Louis Busch S.C.                             | Portuguese American Athletic Club (New Bedford) |
| 1973 | Philadelphia Inter                               | San Jose Grenadiers                             |
| 1974 | Philadelphia Inter                               | St. Louis Big Four Chevrolet S.C.               |
| 1975 | Chicago Kickers                                  | Kearny Scots                                    |
| 1976 | Milwaukee Bavarian SC                            | Trenton Extension                               |
| 1977 | Denver Kickers                                   | Philadelphia United German-Hungarian            |
| 1978 | Denver Kickers                                   | Cleveland Inter-Italia                          |
| 1979 | Atlanta Datagraphic                              | San Francisco Glens                             |
| 1980 | St. Louis Busch Bavarians                        | Atlanta Datagraphic                             |
| 1981 | St. Louis Busch Bavarian                         | Philadelphia Bayern                             |
| 1982 | Seattle Croatia                                  | Virginia Kicks                                  |
| 1983 | Denver Kickers                                   | Milwaukee Bavarian SC                           |
| 1984 | Dallas Mean Green                                | Detroit Ukrainian S.C.                          |
| 1985 | Club España                                      | Washington F.C. Mitre Eagles                    |
| 1986 | Fairfax Spartans                                 | St. Louis Busch                                 |
| 1987 | Polish American Eagles, Yonkers, NY              | Atlanta Datagraphic                             |
| 1988 | Dallas Mean Green                                | Philadelphia Inter                              |
| 1989 | A.A.C. Eagles                                    | Philadelphia Inter                              |
| 1990 | St. Petersburg Kickers                           | San Francisco Glens                             |
| 1991 | St. Louis Scott Gallagher                        | San Francisco El Farolito                       |
| 1992 | Madison 56ers                                    | IFC Greensboro                                  |
| 1993 | Seattle Murphy's Pub                             | St. Louis Scott Gallagher                       |
| 1994 | Denver Kickers                                   | A.A.C. Eagles                                   |
| 1995 | Denver Kickers                                   | Team Lapine                                     |
| 1996 | Washington Iberia                                | Dallas Speed                                    |
| 1997 | St. Petersburg McCormick Kickers                 | Milwaukee Sport Club                            |
| 1998 | Chicago Schwaben                                 | Los Angeles Cazal                               |
| 1999 | Detroit Arsenal                                  | Philadelphia United German-Hungarians           |
| 2000 | Southfield Arsenal                               | North Texas Legends                             |
| 2001 | Milwaukee Bavarian SC                            | Santa Clara Sporting Club                       |
| 2002 | Milwaukee Bavarian SC                            | Baltimore Colts                                 |
| 2003 | Milwaukee Bavarian SC                            | St. Petersburg Kickers                          |
| 2004 | Assyrian Winged Bull                             | Denver Kickers                                  |
| 2005 | Washington Hibernian Saints                      | Maryland Allied S.C.                            |
| 2006 | Azzurri                                          | HNK Zirinski                                    |
| 2007 | Boston Olympiakos                                | A.A.C. Eagles                                   |
| 2008 | Florida Kickers                                  | Baltimore Colts                                 |
| 2009 | Aegean Hawks                                     | A.A.C. Eagles                                   |
| 2010 | Boston Olympiakos                                | Carpathia Kickers                               |
| 2011 | RWB Adria                                        | PSA Elite                                       |
| 2012 | Battery Park Gunners                             | RWB Adria                                       |
| 2013 | RWB Adria                                        | ASC New Stars                                   |
| 2014 | New York Greek Americans                         | Guadalajara FC                                  |
| 2015 | Quinto Elemento FC                               | Maryland Bays                                   |
| 2016 | Christos FC                                      | Milwaukee Bavarian SC                           |
| 2017 | Lansdowne Bhoys FC                               | Milwaukee Bavarian SC                           |
| 2018 | Milwaukee Bavarian SC                            | West Chester United                             |
| 2019 | Newtown Pride FC                                 | Horizon FC                                      |
| 2020 | Cancelada por la pandemia de COVID-19            | Cancelada por la pandemia de COVID-19           |
| 2021 | Lansdowne Yonkers FC                             | Cal FC                                          |